# El Hamma
El Hamma là một đô thị thuộc tỉnh Khenchela, Algérie. Dân số thời điểm năm 2002 là 10.702 người.